# Condado de Antrim (Michigan)
O Condado de Antrim é um dos 88 condados do estado americano de Michigan. A sede do condado é Bellaire, e sua maior cidade é Bellaire.
O condado possui uma área de 1 559 km² (dos quais 324 km² estão cobertos por água), uma população de 23 574 habitantes, e uma densidade populacional de 19 hab/km² segundo o censo nacional de 2010; em 2019 a populacão estimada foi de 23 324, um decréscimo de 250 (1.1%). O condado foi fundado em 7 de fevereiro de 1857.